# Ларрі Гелбарт
Ларрі Гелбарт (англ. Larry Simon Gelbart; 25 лютого 1928, Чикаго — 11 вересня 2009, Беверлі-Хіллс) — американський письменник і сценарист.
Народився в Чикаго в сім'ї єврейських іммігрантів з Латвії і Польщі.
Гелбарт працював з багатьма американськими коміками, написав кілька мюзиклів і п'єс, які з успіхом йшли на Бродвеї. Письменник, зокрема, відомий сценаріями і постановкою перших серій комедійного серіалу M*A*S*H, який в перекладі назвали «Чортова служба в госпіталі МЕШ». За сценарій комедії «Тутсі» з Дастіном Гоффманом, написаний в співавторстві з Мері Сізгал, він був нагороджений Премією Асоціації кінокритиків Лос-Анджелеса у 1982 році та його номінували на премію «Оскар» в 1983 році.
У 1997 році вийшла його книга мемуарів.
Помер 11 вересня 2009 у Беверлі-Хіллс після тривалого ракового захворювання у віці 81 року.